# Dunaújváros Gorillaz 2009
Questa voce raccoglie le informazioni riguardanti i Dunaújváros Gorillaz nelle competizioni ufficiali della stagione 2009.

## Divízió II 2009

### Stagione regolare
| 11 aprile 2009 2ª giornata | Újpest Bulldogs | 0 – 34 | Dunaújváros Gorillaz |  |

| 25 aprile 2009 4ª giornata | Miskolc Steelers | 7 – 27 (0-7 7-7 0-3 0-10) | Dunaújváros Gorillaz |  |

| 24 maggio 2009 8ª giornata | Dunaújváros Gorillaz | 35 – 0 (14-0 14-0 7-0 0-0) | Újpest Bulldogs |  |

| 6 giugno 2009 10ª giornata | Dunaújváros Gorillaz | 17 – 0 | Miskolc Steelers |  |

### Playoff
| 21 giugno 2009 Quarti di finale | Dunaújváros Gorillaz | 34 – 7 | Debrecen Gladiators |  |

| 4 luglio 2009 Semifinale | Dunaújváros Gorillaz | 28 – 3 | Veszprém Wildfires |  |

| 11 luglio 2009 Pannon Bowl | Dunaújváros Gorillaz | 10 – 0 | Zala Predators |  |

## Statistiche di squadra
| Competizione      | %Vittorie | In casa | In casa | In casa | In casa | In casa | In casa | In trasferta | In trasferta | In trasferta | In trasferta | In trasferta | In trasferta | Totale | Totale | Totale | Totale | Totale | Totale |
| Competizione      | %Vittorie | G       | V       | N       | P       | Pf      | Ps      | G            | V            | N            | P            | Pf           | Ps           | G      | V      | N      | P      | Pf     | Ps     |
| ----------------- | --------- | ------- | ------- | ------- | ------- | ------- | ------- | ------------ | ------------ | ------------ | ------------ | ------------ | ------------ | ------ | ------ | ------ | ------ | ------ | ------ |
| Stagione regolare | 1.000     | 2       | 2       | 0       | 0       | 52      | 0       | 2            | 2            | 0            | 0            | 61           | 7            | 4      | 4      | 0      | 0      | 113    | 7      |
| Playoff           | 1.000     | 3       | 3       | 0       | 0       | 72      | 10      | 0            | 0            | 0            | 0            | 0            | 0            | 3      | 3      | 0      | 0      | 72     | 10     |
| Totale            | 1.000     | 5       | 2       | 0       | 0       | 124     | 10      | 5            | 2            | 0            | 0            | 61           | 7            | 7      | 7      | 0      | 0      | 185    | 17     |